# Le Royaume des chats
Pour les articles homonymes, voir Haru.
Le Royaume des chats (猫の恩返し, Neko no ongaeshi, littéralement « La gratitude du chat ») est un film d'animation japonais du studio Ghibli réalisé par Hiroyuki Morita, sorti en 2002. Il est adapté du manga Baron, neko no danshaku (バロン 猫の男爵, Baron: neko no danshaku, littéralement « Baron, le chat baron ») d’Aoi Hiiragi.
Certains personnages de Si tu tends l'oreille (film des studios Ghibli également adapté d'un manga d’Aoi Hiiragi), tels que Baron et Muta, y apparaissent dans des rôles importants.

## Synopsis
Haru Yoshioka est une lycéenne timide mais noble, incapable de communiquer avec les chats. Un jour, elle sauve un chat d'un camion sur une route très fréquentée. Le chat sauvé s'avère être Lune, le prince du Royaume des Chats. En remerciement, les chats offrent à Haru des cadeaux non désirés, comme de l'herbe à chat et des souris, et le roi lui propose la main du prince. Sa réponse mitigée est interprétée comme un oui.
Ne voulant rien de tout cela, Haru entend une voix féminine bienveillante lui dire d'aller trouver Muta, un gros chat blanc, et de lui demander son chemin vers le Bureau des Chats. Muta l'y conduit pour rencontrer le baron Humbert von Gikkingen (le même baron que dans « Un murmure au cœur »), une figurine de chat rendue vivante par l'œuvre de son artiste, et Toto, un corbeau de pierre qui prend vie à l'image de Baron. Peu après les avoir rencontrés, Haru et Muta sont emmenés de force au Royaume des Chats, laissant Toto et Baron dans le monde des humains, les suivant depuis les airs. Ils trouvent l'entrée du Royaume des Chats sur Terre : cinq lacs formant une patte de chat.
Haru est invitée à un festin au château du Roi des Chats. Elle commence à se transformer lentement en une chatte avec des crocs, des moustaches, une queue et des pattes fauves, des oreilles et un nez de chat, tout en restant essentiellement humaine. Le Roi espère qu'elle fera une épouse idéale pour le Prince. Lors du festin, Baron (déguisé) danse avec Haru pour le plaisir des yeux. Il lui révèle que plus elle se perd dans le royaume, plus elle ressemblera à un chat, et qu'elle doit croire en elle. Lorsque Baron est découvert et contraint d'affronter les gardes, lui et Haru sont aidés par Yuki, une jeune chatte blanche du palais qui avait déjà tenté d'avertir Haru de quitter le Royaume des Chats. Après que Yuki leur ait montré un tunnel de sortie, Haru, Baron et Muta traversent un labyrinthe jusqu'à une tour contenant un portail vers le monde de Haru. Le Roi déploie de nombreux efforts pour les retenir dans le royaume suffisamment longtemps pour que Haru reste prisonnière de sa forme féline ; son plan ultime est de la forcer à devenir sa belle-fille.
Le prince Lune et ses gardes retournent au Royaume des Chats, révélant que le Roi n'agissait pas en son nom et qu'il envisage de demander Yuki en mariage. Muta se révèle être Renaldo Moon, un criminel notoire du Royaume qui a dévoré un lac entier de poissons d'un seul coup. Haru apprend que l'étrange voix qui lui avait conseillé d'aller au Bureau des Chats était celle de Yuki. Enfant, Haru avait sauvé Yuki de la famine en lui donnant les biscuits au poisson qu'elle mangeait, et Yuki lui a ainsi rendu sa gentillesse. Après avoir rejeté catégoriquement la demande en mariage du Roi, Muta dit à Haru : « Je respecte une femme qui se défend », et l'aide à échapper aux soldats du Roi.
Finalement, Baron, Haru et Muta s'échappent du Royaume des Chats avec l'aide du prince Lune et de Toto, et Haru accepte sa véritable identité. Elle confie à Baron combien elle l'apprécie. Il lui dit que les portes du Bureau des Chats lui seront à nouveau ouvertes si besoin. Haru revient dans le monde des humains avec plus d'assurance ; après avoir appris par son amie Hiromi que son ancien béguin a rompu avec sa petite amie, elle répond simplement : « Ça n'a plus d'importance. »

## Personnages
Haru Yoshioka
Voix japonaise : Chizuru Ikewaki, voix française : Émilie Rault
Une lycéenne de dix-sept ans. Indécise dans la vie, toujours en retard le matin, malheureuse en amour.
Baron Humbert von Gikkingen
Voix japonaise : Yoshihiko Hakamada, voix française : Patrick Borg
Une statue de chat qui possède une âme. Il apparaît déjà dans Si tu tends l'oreille comme une statue venant d'Allemagne.
Muta/Renaldo Moon
Voix japonaise : Tetsu Watanabe, voix française : Jean-Claude Sachot
Un gros chat blanc, qui conduit Haru au ministère des chats. Habitait autrefois dans le royaume des chats sous le nom de Renaldo Moon, et a commis l'horrible crime de manger tous les poissons d'un lac. Il apparaît également dans Si tu tends l'oreille, sous le nom de Muta ou Moon.
Toto
Voix japonaise : Yosuke Saito, voix française : Gérard Dessalles
Une statue de corbeau, dotée d’une âme, à l’instar de Baron, dont il est le fidèle compagnon.
Le prince Lune
Voix japonaise : Takayuki Yamada, voix française : Alexis Victor
Fils du roi du royaume des chats, le prince Lune est sauvé d’une mort certaine par Haru.
Blanche (Yuki en VO)
Voix japonaise : Aki Maeda, voix française : Julie Turin
Une chatte blanche amoureuse de Loon. Comme le prince Lune, elle a été secourue par Haru, plusieurs années plus tôt, alors qu’elle était un chaton errant affamé.
Le roi des chats
Voix japonaise : Tetsurō Tanba, voix française : Michel Barbey
Un vieux gros chat hirsute qui règne en despote brutal.
Natoru
Voix japonaise : Mari Hamada, voix française : Évelyne Grandjean
Le serviteur du roi, qui vient chercher Haru pour l'emmener au royaume des chats. C'est un chaton scottish fold orange aux deux oreilles marron, qui sourit souvent les yeux fermés.
Natori
Voix japonaise : Kenta Sentoi, voix française : Jean-Pierre Leroux
Hiromi
Voix japonaise : Hitomi Sato, voix française : Noémie Orphelin
Naoko Yoshioka
Voix japonaise : Kumiko Okae, voix française : Brigitte Bergès

## Fiche technique
- Titre original : 猫の恩返し (Neko no ongaeshi?)

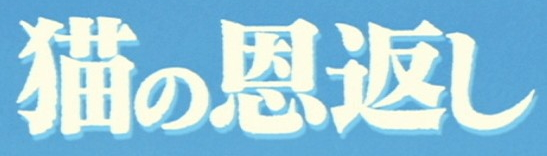
Logo japonais du film.

- Titre français : Le Royaume des chats
- Réalisation : Hiroyuki Morita
- Scénario : Reiko Yoshida, d'après le manga d'Aoi Hiiragi
- Musique : Yūji Nomi, Ayano Tsuji (thème principal)
- Personnages[pas clair] : Satoko Morikawa
- Production : Toshio Suzuki
  - Production exécutive : Hayao Miyazaki
- Studio de production : studio Ghibli
- Pays de production :  Japon
- Langue originale : japonais
- Durée : 75 minutes[1]
- Dates de sortie :
  - Japon : 20 juillet 2002[1]
  - France : 30 juillet 2003